# Barta Gábor (tisztiorvos)
Barta Gábor, születési és 1892-ig használt nevén Braun Gábor (Tarnabod, 1865. január 21. – Budapest, Józsefváros, 1930. november 20.) tisztiorvos, egészségtan tanár.

## Életpályája
Braun Ármin és Engel Léni fiaként született zsidó családban. Középiskolai tanulmányait a Ciszterci Rend Egri Katolikus Főgimnáziumában és a Jászberényi Kerületi Katolikus Főgimnáziumban végezte, majd a Budapesti Tudományegyetem Orvostudományi Karának hallgatója lett. 1892. december 10-én orvosdoktorrá avatták. Oklevelének megszerzését követően a Szent Rókus Kórháznál kezdte meg működését, ahonnan a Ferenc József Kereskedelmi Kórházhoz került. 1893. május 1-jével a miskolci 10. honvéd gyalogezred állományában segédorvosi kinevezést kapott, s ugyanezen év novemberében megkapta tartalékos főorvosi kinevezését is. 1908. október 10-én, mint ideiglenes hatósági orvos, a főváros szolgálatába lépett. 1909 májusában udvari tanácsosi címmel tüntették ki. Októberben megszerezte a tisztiorvosi képesítést és novembertől ideiglenes tisztiorvos lett. 1910. június 24-én megbízták a VIII. kerületi orvosi tennivalókkal. 1910 novemberében a kerületközi bizottság kerületi orvossá választotta. 1913 júliusában a VIII. kerülethez került tisztiorvosi állásba. Az első világháború idején, 1916 májusában a katonai egészségügy körül szerzett kiváló érdemei elismeréséül a Vöröskereszt hadi ékítményes II. osztályú díszjelvényét adományozták számára. Számos tudományos cikke, dolgozata és önálló műve jelent meg. A magyar Vöröskereszt Egyletnek örökös tagja, a Józsefvárosi Orvostársaság alelnöke és számos tudományos és társadalmi egyesületnek tagja volt. Halálát hurutos tüdőgyulladás okozta.
Első házastársa Hercz Szidónia volt, akivel 1897. március 9-én Budapesten, a Ferencvárosban keltek egybe. 1902 júliusában elváltak. Második felesége Frühauf Margit (1871–1962) volt, Frühauf Rudolf és Herzfeld Katalin lánya, akit 1909. március 4-én vett nőül. Esküvői tanúik Rózsavölgyi Antal és botfai Hűvös Iván voltak.
A Kozma utcai izraelita temetőben nyugszik.